# Türkmén nyelv
A türkmén nyelv (türkmençe, türkmen dili) az altaji nyelvcsalád török ágán belül a köztörök nyelvek oguz csoportjába tartozik. 3,5 millió ember beszéli Türkmenisztánban, további kb. 2 millió ÉK-Iránban és 1,5 millióan Afganisztánban.
Közeli rokonai a török és az azeri nyelv, amelyekkel kölcsönösen érthetők.

### Írásrendszer
Régen az arab írás egy módosított változatát használták (az iráni és afganisztáni türkmének a mai napig ezzel írnak), ezt 1928-ban a latin betűs, majd 1940-ben a cirill betűs ábécé, majd 1999-ben ismét a latin betűs ábécé váltotta.